# أدولف ماير (سياسي)
أدولف ماير (بالإنجليزية: Adolph Meyer)‏ هو سياسي أمريكي، ولد في 19 أكتوبر 1842 في ناتشيز في الولايات المتحدة، وتوفي في 8 مارس 1908 في نيو أورلينز في الولايات المتحدة. حزبياً، نشط في الحزب الديمقراطي. وقد انتخب عضو مجلس النواب الأمريكي.